# Monastère de Lovnica
Le monastère de Lovnica (en serbe cyrillique : Манастир Ловница ; en serbe latin : Manastir Lovnica) est un monastère orthodoxe serbe situé en Bosnie-Herzégovine, sur le territoire du village de Donje Birač et dans la municipalité de Šekovići. Il remonte au XIIIe siècle et est inscrit sur la liste des monuments nationaux de Bosnie-Herzégovine.
Le monastère est également connu sous le nom de monastère de Lomnica ; son église est dédiée à saint Georges.